# Allium heldreichii
Allium heldreichii — вид рослин з родини амарилісових (Amaryllidaceae); ендемік Греції.

## Поширення
Ендемік північної Греції. Зростає в Македонії та Фессалії на скелястих гірських схилах на висоті 700–2000 м.